# アンジェラ 15歳の日々
アンジェラ 15歳の日々（アンジェラ 15さいのひび、原題：My So-Called Life）は、アメリカ合衆国のテレビドラマシリーズ。1994年8月25日から1995年1月26日までABCで放送された。日本ではNHKで1997年2月5日から2月27日に全19話中11話、8月1日から9月26日にかけて全エピソードが放送された。

## キャスト
| 役名                           | 俳優                           | 日本語吹替 |
| ------------------------------ | ------------------------------ | ---------- |
| アンジェラ・チェイス           | クレア・デインズ               | 高橋紀恵   |
| パティー・チェイス             | ベス・アームストロング         | 小野洋子   |
| グレアム・チェイス             | トム・アーウィン               | 大滝寛     |
| ダニエル・チェイス             | リサ・ウィルホイット           | 坂本真綾   |
| レイアン・グラフ               | A・J・ランガー                 | 小林さやか |
| ジョーダン・カタラーノ         | ジャレッド・レト               | 若林久弥   |
| リッキー（エンリケ）・バスケス | ウィルソン・クルーズ           | 谷田真吾   |
| ブライアン・クラッカー         | デヴォン・ガマーソール         | 中野浩司   |
| シャロン・シャースキー         | デヴォン・オデッサ             | 川田妙子   |
| カミール・シャースキー         | マリー・ケイ・プレイス         | 立石凉子   |
| アンバー・グラフ               | パティー・ダンバービル＝クイン | 吉田理保子 |
| カイル                         | ジョニー・グリーン             | 子安武人   |

## エピソード
1. それぞれの想い My So-Called Life
2. 踊らされた夜 Dancing in the Dark
3. 暴走する出来事 Guns and Gossip
4. 娘たちの反抗期 Father Figures
5. ファッション・ショー The Zit
6. 真実と正直 The Substitute
7. 待ちぼうけ Why Jordan Can't Read
8. すれ違いの波紋 Strangers in the House
9. ハロウィンの夜 Halloween
10. ふたつのパーティー Other People's Daughters
11. 恋のトライアングル Life of Brian
12. 自尊心 Self-Esteem
13. レッシャー Pressure
14. 歌手誕生 On the Wagon
15. クリスマス・キャロル So-Called Angels
16. 決意 Resolutions
17. 裏切りのあとで Betrayal
18. 手錠のかぎはどこに? Weekend
19. 旅立ちの時 In Dreams Begin Responsibilities